# Basilica di San Pietro (Caldaro sulla Strada del Vino)
La basilica di San Pietro (in tedesco St. Peter in Altenburg) è un'antica chiesa in rovina che si trova presso Castelvecchio, frazione del comune di Caldaro sulla Strada del Vino in provincia autonoma di Bolzano.

## Storia

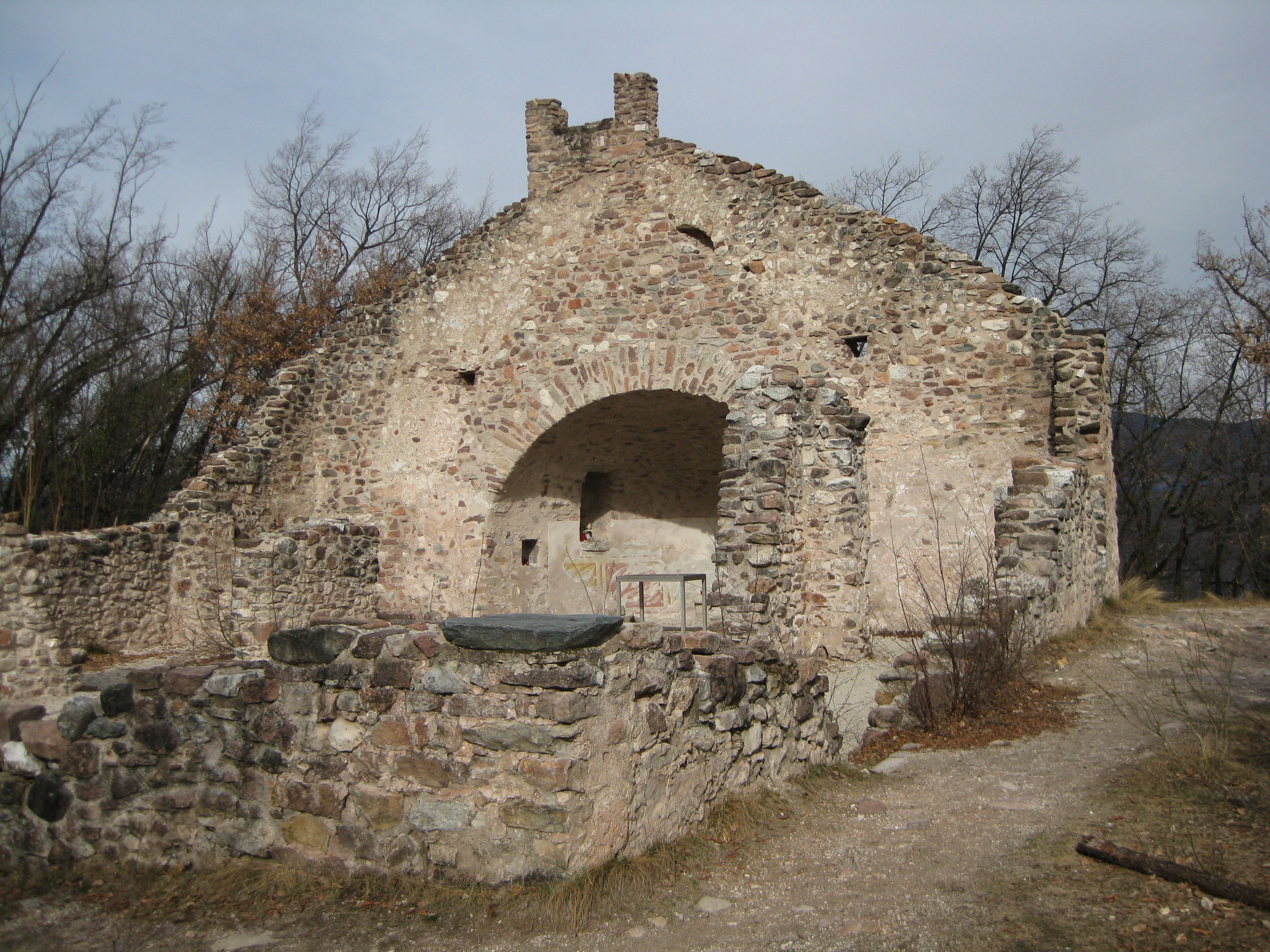
Altra vista della chiesa

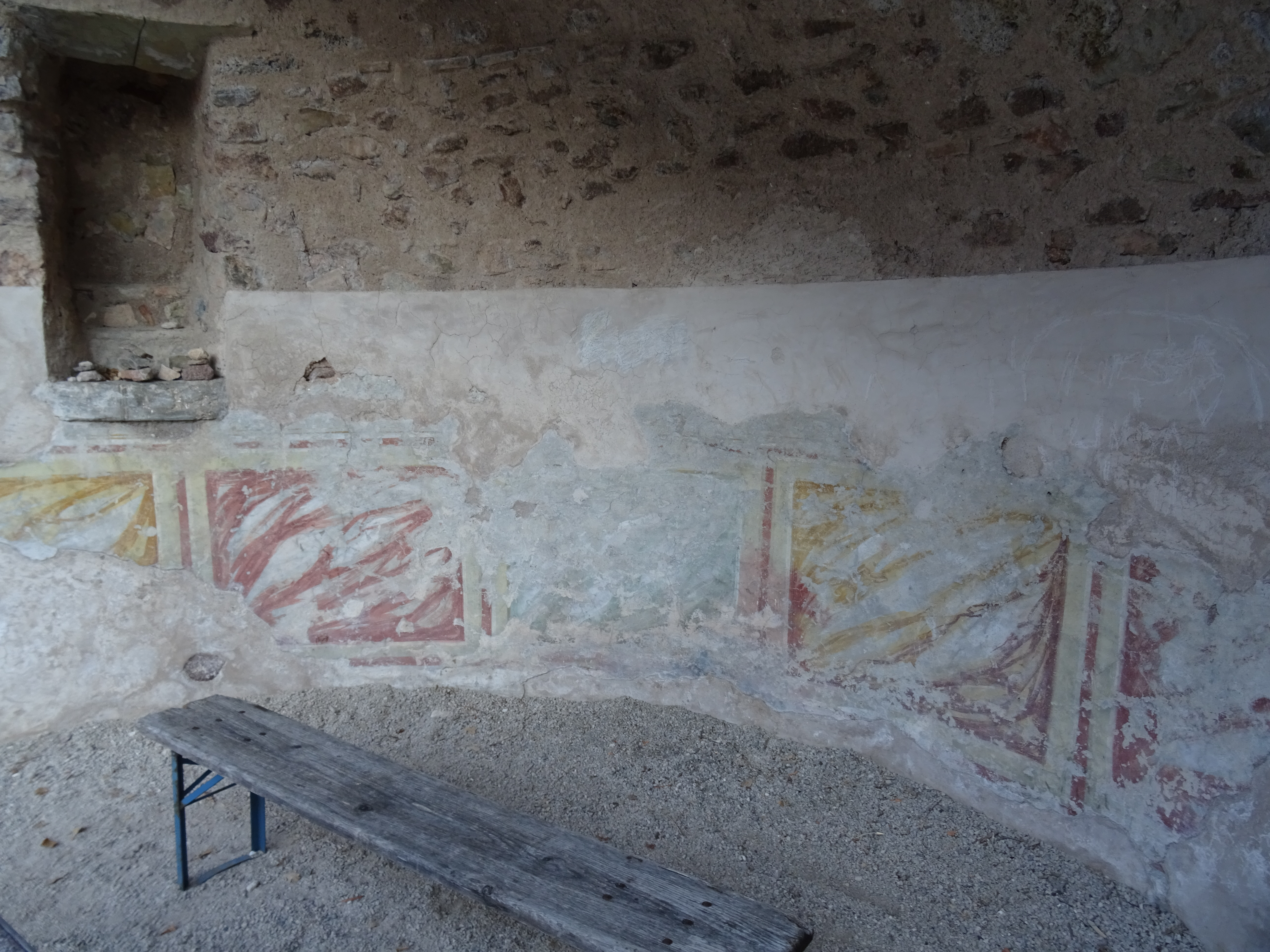
Resti di affresco nell'abside

La chiesa è una delle più antiche del Tirolo meridionale, in quanto risale al VI secolo.
La pianta della chiesa ricorda i modelli paleocristiani d'Aquileia e Milano.
Gli scavi archeologici hanno reso visibile il luogo dove era posto l'altare e il repositorio delle reliquie.
Nel 1332 è attestato un monaco di nome Niccolò ("Nich(e)lus monacus sancti Petri de Altenburga") ivi residente.
Il suo abbandono, iniziato nel 1782 con la secolarizzazione voluta dall'imperatore austriaco Giuseppe II, dette inizio alla decadenza dell'edificio, sino al suo crollo definitivo.
Oggi quello che resta dell'antica basilica, sono le sue mura esterne, restaurate di recente.
La chiesa è raggiungibile dal lago, percorrendo il sentiero che attraversa la gola del Rastenbach, un sentiero che porta attraverso strette gole e cascate, sino alla chiesa, quindi a Castelvecchio, ma anche attraverso il sentiero della Pace-Friedensweg.
La località conserva anche i pochi resti del castello Altenburg medievale.